# Andrea Barber
Andrea Laura Barber (Los Ángeles, 3 de julio de 1976) es una actriz estadounidense, más conocida por interpretar a Kimmy Gibbler en la serie de ABC Full House y Fuller House.

## Trayectoria

### Vida personal
En 2002, Barber se casó con Jeremy Rytky, pero se divorciaron en 2014. Ambos tienen dos hijos; Tate, nacido el 20 de abril de 2004 y Felicity, nacida el 10 de abril de 2007. Fue al Whittier College donde obtuvo un título en Inglés y luego realizó un máster en Estudios de la Mujer en la Universidad de York en Inglaterra.

### Carrera
Su primer papel importante fue como Carrie Brady en la telenovela Days of our Lives, desde 1982 hasta 1986. También fue actriz invitada en varias otras películas y series. Barber es tal vez más conocida por su papel de Kimmy Gibbler en la serie de televisión Full House, la mejor amiga de D.J. Tanner, la hija mayor de la casa. Interpretó a Kimmy Gibbler desde 1987 hasta 1995, primero como personaje recurrente y poco tiempo después como personaje regular. Después de su trabajo en Full House, Andrea Barber decidió retirarse de la actuación.
En 2015 se anunció que Andrea Barber volvería a interpretar el papel de Kimmy Gibbler en el spinoff Fuller House, el cual se estrenó en Netflix el 26 de febrero de 2016.

## Filmografía
- La isla de la fantasía (1983) (Amanda Gorman)
- The Twilight Zone Temporada 1 Episodio 12. Titulado 'If She Dies' (emitido el 25 de octubre de 1985). 20 minutos.
- Growing pains (1990) (Rhonda Green)
- El II Niños Skateboard (1995)
- Para casa de la abuela (1992) (no acreditado)
- Full House (1987) (serie TV) (Kimmy Gibbler, 1987-1995)
- Las sobras (1986) (TV)
- Do You Remember Love (1985) (TV)
- Días de nuestras vidas (1985) (serie TV) (Carrie Brady, 1982-1986)
- Fuller House (2016-2020) (Kimmy Gibbler)